# El jilguero (película)
El jilguero (en inglés, The Goldfinch) es una película dramática estadounidense de 2019 dirigida por John Crowley y escrita por Peter Straughan, adaptada de la novela homónima de 2013 de Donna Tartt. La película está protagonizada por Ansel Elgort como un joven cuya vida se transforma después de que su madre muere en un ataque terrorista con bomba en un museo, del cual toma una famosa pintura llamada El jilguero. Oakes Fegley, Aneurin Barnard, Finn Wolfhard, Sarah Paulson, Luke Wilson, Jeffrey Wright y Nicole Kidman aparecen en papeles secundarios. La película fue estrenada el 13 de septiembre de 2019.
Los derechos cinematográficos de la novela se vendieron a Warner Bros. y RatPac Entertainment con ICM Partners que negociaron el acuerdo. Dos años después, Crowley fue contratado para dirigir la adaptación cinematográfica y Elgort fue seleccionado para interpretar el papel principal de Theodore Decker; gran parte del resto del elenco se unió desde octubre de 2017 hasta enero de 2018. La filmación comenzó en la ciudad de Nueva York en enero de 2018, antes de mudarse a Albuquerque en abril de 2018 para el resto de la producción. 
El jilguero se estrenó en el Festival Internacional de Cine de Toronto de 2019 y fue estrenado en los Estados Unidos el 13 de septiembre de 2019 por Warner Bros. Pictures. La película recibió críticas generalmente negativas de los críticos y fue una fracaso de taquilla, con pérdidas estimadas para el estudio de hasta $50 millones.

## Argumento
La madre de Theodore Decker, de 13 años, muere en una explosión en el Museo Metropolitano de Arte de la ciudad de Nueva York. Después del atentado, Theo toma una pintura, El jilguero, una de las pocas pinturas restantes de Carel Fabritius y la esconde en su apartamento. Luego, Theo se encuentra con los Barbour, la familia de su amigo Andy, ya que no tiene otros parientes en la ciudad y su padre lo ha abandonado.
Theo se vuelve a conectar con Andy y se acerca a la madre de Andy, Samantha Barbour, quien alienta su interés en sus antigüedades y arte. Después de que Samantha encuentra un anillo grabado en posesión de Theo, él va a visitar la tienda de donde vino, Hobart & Blackwell. La tienda está dirigida por James "Hobie" Hobart, cuyo compañero fallecido Welton "Welty" Blackwell murió en el atentado y le dio el anillo a Theo para que lo regresara. La sobrina de Welty, Pippa, también estuvo en el museo y sobrevivió a la explosión. Hobie le permite a Theo visitar a Pippa, que tiene heridas graves, y los dos se hacen cercanos. Theo comienza a visitar a Hobie regularmente, incluso después de que Pippa se va a vivir con su tía en Texas.
Theo comienza a establecerse con los Barbour y es invitado a irse de vacaciones con ellos, ya que Andy insinúa que sus padres están considerando adoptarlo. Antes de que puedan, el padre alcohólico y separado de Theo, Larry, recién desintoxicado, y su novia Xandra llegan para reclamar a Theo y trasladarlo a Las Vegas. Uno de los pocos artículos que se lleva consigo es la pintura de El jilguero.
Theo hace un amigo allí, Boris, un inmigrante ucraniano cuyo padre es físicamente abusivo. Boris, quien también perdió a su madre, introduce a Theo en las drogas y el alcohol. El padre de Theo, que se sumerge aún más en el alcoholismo y el juego, muere en un accidente automovilístico. Aterrorizado de que Xandra lo colocará en un hogar de acogida, Theo decide regresar a Nueva York, rogándole a Boris que lo acompañe. Boris promete que seguirá a Theo, pero nunca lo hace. Theo va con Hobie, quien le permite vivir con él.
Ocho años después de que Theo regrese a la ciudad de Nueva York, se encuentra con Platt, el hermano mayor de Andy. Platt le informa a Theo que su padre era bipolar y que él y Andy murieron en un accidente de navegación durante uno de sus episodios. Theo va a visitar a la ahora enfermiza señora Barbour y se vuelve a conectar con la hermana menor de Andy, Kitsey, que coquetea con él.
Theo trabaja vendiendo las antigüedades que Hobie encuentra y restaura. Un comerciante de arte descontento acusa a Theo de vender una falsificación, que Theo ofrece para recomprar. Sin embargo, el comerciante cree que Theo posee la pintura El jilguero y la está utilizando como garantía para financiar su tienda. Theo está sorprendido de que el hombre haya hecho la conexión entre él y la pintura, pero se siente aliviado de que su suposición sobre su paradero esté equivocado ya que Theo continúa guardando la pintura envuelta en un armario de almacenamiento.
Theo se compromete con Kitsey, a quien no ama, y aún alberga un amor secreto por Pippa, que ahora vive en Londres. Theo descubre que Kitsey lo engaña, pero decide mantener el compromiso debido a su amor por la Sra. Barbour y la actitud permisiva de Kitsey hacia su drogadicción.
Buscando un día para tomar pastillas, Theo va a un bar desconocido donde se encuentra con Boris. Los dos se vuelven a conectar, y Boris le dice a Theo que le debe todo a su amistad. Boris se disculpa con Theo, que Theo cree inicialmente que es por nunca haber venido a la ciudad de Nueva York, pero luego se da cuenta de que es porque Boris robó El jilguero hace años, después de que Theo se lo mostró durante una laguna mental producida por el consumo de estupefacientes. Desde entonces, Boris lo ha utilizado para financiar su vida criminal. Boris ya no está en posesión de la pintura, ya que una banda de matones la ha robado. Theo está horrorizado y huye de Boris.
En la fiesta de compromiso de Theo con Kitsey, Boris llega y le dice que tiene un plan para recuperar El jilguero. Vuelan a Ámsterdam, donde Theo pretende ser un hombre de negocios rico, y reclaman la pintura. Sin embargo, el plan sale mal y Boris recibe un disparo. Theo mata a un hombre en defensa propia, perdiendo la pintura nuevamente.
Theo va a su habitación de hotel e intenta suicidarse, solo para ser rescatado por Boris. Boris le dice a Theo que, sabiendo dónde está la pintura, hizo que un amigo llamara a la policía para que la recuperara. Después de organizar una redada, la policía pudo recuperar con seguridad la pintura junto con otras obras de arte perdidas y robadas, incluido un Rembrandt. Boris argumenta que tal vez su camino extraño y difícil de manejar fue todo por el bien mayor y que todo es parte de lo extraño llamado vida.

## Reparto
- Ansel Elgort como Theodore "Theo" Decker, hijo de Larry. 
  - Oakes Fegley como el joven Theo
- Aneurin Barnard como Boris Pavlikovsky, un hijo cosmopolita de un emigrante ucraniano que se convierte en amigo íntimo de Theo (segundo interés romántico de Theo). 
  - Finn Wolfhard como el joven Boris
- Ashleigh Cummings como Pippa, el primer interés romántico de Theo (no correspondido por Pippa). 
  - Aimee Laurence como la joven Pippa
- Willa Fitzgerald como Kitsey Barbour, la hermana de Andy y Platt y prometida de Theo.
- Nicole Kidman como la Sra. Barbour, la madre socialite de Platt, Kitsey y Andy, aparentemente fría pero amable y rica, que recibe al huérfano Theo.
- Luke Wilson como Larry Decker, el padre de Theo, un actor fallido convertido en jugador y alcohólico.
- Sarah Paulson como Xandra, la novia de Larry Decker.
- Jeffrey Wright como Hobie, mentor de Theo y tutor legal de Pippa.
- Denis O'Hare como Lucius Reeve, un peligroso coleccionista de arte que descubre el secreto de Theo.
- Boyd Gaines como el Sr. Barbour, padre de Platt, Kitsey y Andy.
- Ryan Foust como Andy Barbour, el hermano menor de Platt y Kitsey, que es amigo de la escuela de Theo.
- Luke Kleintank como Platt Barbour, el hermano mayor de Andy y Kitsey. 
  - Jack DiFalco como el joven Platt Barbour.
- Peter Jacobson como el Sr. Silver.
- Joey Slotnick como Dave.
- Robert Joy como Welton "Welty" Blackwell, socio de Hobie.
- Hailey Wist como Audrey Decker, la madre de Theo y esposa de Larry.

## Producción

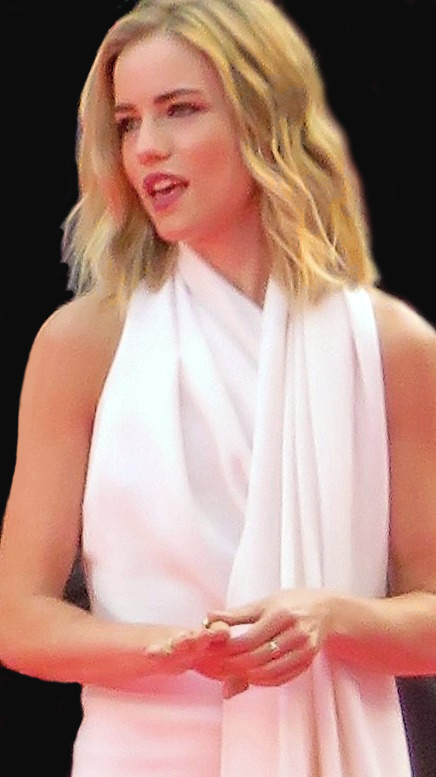
Willa Fitzgerald en el estreno de Goldfinch, Festival de Cine de Toronto 2019.

En julio de 2014, los derechos cinematográficos de la novela se vendieron a Warner Bros. Pictures y RatPac Entertainment con ICM Partners que negociaron el acuerdo. Dos años después, John Crowley fue contratado para dirigir la adaptación cinematográfica. En agosto de 2017, Warner Bros. finalizó un acuerdo con Amazon Studios para cofinanciar la adaptación, donde Amazon invertiría en más de un tercio del presupuesto del proyecto y obtendría derechos de transmisión de la imagen en su servicio Prime, mientras que Warner Bros. distribuir la película en los cines de todo el mundo.
El 4 de octubre de 2017, después de una búsqueda de casting de dos meses, Ansel Elgort fue seleccionado para interpretar el papel principal de Theodore "Theo" Decker, después de su primer turno en Baby Driver. El mismo día, el director de fotografía Roger Deakins le reveló a Variety que The Goldfinch es su próximo proyecto después de Blade Runner 2049. Más tarde ese mes, a la luz de su reciente actuación en Dunkerque, Aneurin Barnard fue elegida como Boris. El 15 de noviembre, Sarah Paulson fue elegida como Xandra. A fines de noviembre, Trevor Gureckis fue contratado como el compositor de la película. En diciembre de 2017, Willa Fitzgerald y Ashleigh Cummings se unieron al elenco. Durante el mismo mes, Kelley Dixon de Breaking Bad y Better Call Saul se alistó para ser el editor de la película. En enero de 2018, Jeffrey Wright, Luke Wilson, Finn Wolfhard y Luke Kleintank se unieron al elenco. Más tarde ese mes, el resto del elenco fue anunciado cuando comenzó la producción principal.
El rodaje comenzó en Nueva York el 23 de enero de 2018, antes de mudarse a Albuquerque el 3 de abril de 2018 para el resto de la producción.

## Marketing
Las imágenes de la película se mostraron por primera vez en CinemaCon el 2 de abril de 2019. Las primeras imágenes oficiales se lanzaron el 28 de mayo de 2019, así como el primer póster oficial de la película. El primer tráiler oficial fue lanzado el 29 de mayo de 2019. Unos seis meses antes de su lanzamiento, después de las proyecciones de prueba, Warner Bros. sabía que la película posiblemente funcionaría mal y, a su vez, recortó "dramáticamente" su plan de marketing en perspectiva.

## Estreno
El jilguero tuvo su estreno mundial en el Festival Internacional de Cine de Toronto el 8 de septiembre de 2019. Fue estrenada en cines en los Estados Unidos el 13 de septiembre de 2019, luego de haberse programado previamente para el 11 de octubre.

## Recepción

### Taquilla
La película recaudó $5,3 millones en los Estados Unidos y Canadá, y $4,1 millones en otros territorios, para un total mundial de $9,4 millones, contra un presupuesto de producción de alrededor de $45 millones.
En los Estados Unidos y Canadá, la película se estrenó junto a Hustlers, y originalmente se proyectó que recaudaría entre 5 y 8 millones de dólares de 2,542 cines en su primer fin de semana. Sin embargo, después de ganar solo $870,000 en su primer día, las estimaciones se redujeron a menos de $3 millones. Debutó en solo $2,6 millones, la sexta peor apertura saturada de todos los tiempos para una película que se reproduce en más de 2,500 pantallas. Después de su mal estreno, muchas publicaciones ya habían etiquetado la película como un fracaso de taquilla, y estimaron que perdería hasta $50 millones ($25-30 millones para Warner Bros. y $16-18 millones para Amazon Studios). La película cayó 71% en su segundo fin de semana a $770,000.

### Crítica
En el sitio web del agregador de reseñas Rotten Tomatoes, la película tiene una calificación de aprobación del 24% basada en 206 reseñas, con una calificación promedio de 4,5/10. El consenso crítico del sitio dice: "Bellamente filmado pero en su mayoría inerte, The Goldfinch maneja mal su material fuente, allanando una narración compleja en una desilusión en gran medida poco interesante". En Metacritic, la película tiene una puntuación promedio ponderada de 40 de 100, basado en 41 críticos, que indican "revisiones mixtas o promedio". Las audiencias encuestadas por CinemaScore le dieron a la película una calificación promedio de "B" en una escala de A + a F.
Escribiendo para New York Times, A. O. Scott dijo que la película "se ve y suena como una película sin ser una sola. Es más como una página de Pinterest o una pieza de fan art, el registro de un entusiasmo que es, para el observador externo, indistinguible de la confusión". Peter Travers de Rolling Stone lo llamó "un trabajo fallido para las edades" y dijo que "parece estar adaptando la versión del libro 'Cliff's Notes' en lugar del libro en sí, produciendo una serie de escenas que no se pueden reproducir como fragmentos".